# Rukn ad-Dawla
Hassan, dit Rokn o-dowleh ou Rukn ad-Dawla (Soutien de l'État), fut le premier sultan bouyide d'Ispahan de 932 à septembre 976.

## Biographie
`Imad ad-Dawla `Alî, Rukn ad-Dawla Hasan, et Mu`izz ad-Dawla Ahmad sont les trois fils de Bûyah ou Boyeh l'éponyme de la dynastie. Dès 928, `Alî, l'aîné des trois frères, rejoint le gouverneur samanide de Ray pour se mettre à son service. Il œuvre à fournir à ses deux frères une position dans l'armée. Hasan avait alors moins d'une quinzaine d'années. Quand le gouverneur samanide est vaincu par les Ziyarides. Les trois frères passent au service du prince ziyaride Mardâvij.
`Alî entreprend de se conquérir un territoire aux dépens de Mardâvij à Ispahan, mais il est repoussé. Il se dirige plus au sud vers le Fars où il met en déroute le gouverneur abbasside et entre dans Chiraz. Cependant il doit faire la paix avec Mardâvij et pour cela il lui livre son frère Hassan en otage.
Hassan va rester prisonnier jusqu'en 935 quand Mardâvij est assassiné par ses esclaves turcs.

### La prise du pouvoir
La mort de Mardâvij provoque la chute du royaume ziayride et la plus grande partie de ce royaume tombe aux mains des Bouyides. Les trois frères se partagent le territoire : l'ainé `Alî se réserve le Fars, Hasan occupe l'essentiel des provinces d'Hamadan et d'Ispahan et le plus jeune Ahmad se réserve de prendre le Kerman et le Khuzestân. Toute la partie ouest de l'Iran est aux mains des Bouyides.
`Alî envoie son cadet Hasan à la conquête d'Ispahan. Vushmagîr le successeur de Mardâvîj est aux prises avec les Samanides. Il laisse la place mais la reprend ensuite. Bien qu'il ne reçoive pas beaucoup d'aide venant d'`Alî, Hassan continue à s'implanter en Iran central. En 940, il conquiert réellement Ispahan et après une bataille contre Vushmagîr, il lui prend Ray.
En 945, le plus jeune frère prend Bagdad. Le calife Al-Mustakfi attribue aux trois frères des surnoms arabes honorifiques. `Alî reçoit le surnom de « `Imâd ad-Dawla» (Pilier de l'État ), Hassan devient « Rukn ad-Dawla » (Soutien de l'État) et le conquérant de Bagdad, Ahmad est surnommé « Mu`izz ad-Dawla » (Réconfort de l'État), et reçoit aussi le titre « d'émir des émirs ». Malgré ce titre c'est `Alî `Imâd ad-Dawla qui garde la prééminence sur ses deux frères en revendiquant pour lui-même le titre d'aîné des émirs.
Cette même année, Rukn ad-Dawla Hasan est expulsé de l'Iran central par Ibn Muhtaj gouverneur samanide du Khorassan. Ce n'est qu'en 946 ou 947 que Rukn ad-Dawla peut revenir à Ray et même étendre son domaine en y annexant le Gorgan et le Tabaristan aux dépens de Vushmagîr.
En 948 ou 949, Le gouverneur d'Azerbaïdjan songe à se venger d'une insulte que lui a faite Rukn ad-Dawla, en essayant de prendre Ray. Rukn ad-Dawla parvient diplomatiquement à retarder l'attaque. Ce délai lui permet de recevoir des renforts de ses deux frères. Après une bataille proche de Qazvin, il fait prisonnier le gouverneur d'Azerbaïdjan.

### L'aîné des émirs
Aux environs de 948, `Imâd ad-Dawla qui est sans descendant, désigne `Adhud ad-Dawla Fannâ Khusraw le fils aîné de Rukn ad-Dawla comme son successeur. `Imâd ad-Dawla meurt l'année suivante. `Adhud ad-Dawla lui succède dans le Fars. Rukn ad-Dawla réclame d'être reconnu comme « l'aîné des émirs » de la dynastie.
Rukn ad-Dawla voyage vers le Fars et séjourne au moins neuf mois à Chiraz pour y soutenir son fils `Adhud ad-Dawla. Au même moment son frère Mu`izz ad-Dawla lui reconnaît son statut d'aîné et envoie des renforts à Chiraz.
Rukn ad-Dawla est à ce moment le souverain le plus puissant de la région. Par conséquent le centre du pouvoir va passer de Chiraz à Ray. Néanmoins sa situation n'est pas totalement assurée. Pendant son séjour à Chiraz, son voisin, le gouverneur samanide de Tus en a profité pour lui prendre le Jibal pendant quelque temps.
De 949 à 955, Rukn al-Dawla essaie vainement de prendre les provinces de l'Azerbaïdjan. Finalement, il fait la paix avec le roi Al-Marzuban et épouse sa fille.
Les batailles entre les Bouyides et les Ziyarides pour prendre le contrôle des provinces Samanides du Gorgan et du Tabaristan vont continuer jusqu'en 955. Le contrôle de ces provinces passe de main en main. Rukn ad-Dawla finit par signer un traité avec les Samanides où il s'engage à respecter l'indépendance des Ziyarides en échange de la paix. Cette paix ne dure pas longtemps. En 960, Rukn ad-Dawla prend brièvement le contrôle du Gorgan et peut-être du Tabaristan. Ce succès permet à Rukn ad-Dawla de négocier un traité un peu moins humiliant.
En 967, Mu`izz ad-Dawla Ahmad décède. Son fils `Izz ad-Dawla Bakhtyâr lui succède en Irak.
En 974, Rukn ad-Dawla envoie `Adhud ad-Dawla en Irak mater la rébellion contre son cousin `Izz ad-Dawla. `Adhud ad-Dawla, vainc les rebelles mais au lieu de restaurer son cousin, il le destitue et prend sa place. Son père, Rukn ad-Dawla, refuse cette prise de pouvoir et restaure `Izz ad-Dawla. Ce dernier accepte de reconnaître Rukn ad-Dawla comme « l'aîné des émirs ». Les conséquences la rivalité entre `Izz ad-Dawla et `Adhud ad-Dawla vont se révéler après la mort de Rukn ad-Dawla.
`Adhud ad-Dawla se demande alors si son père ne va pas lui refuser d'être son successeur comme « aîné des émirs ». Sa conduite en Irak a fortement refroidi les relations entre le père et le fils. En janvier 976, une réunion de conciliation est organisée à Ispahan par le vizir de Rukn ad-Dawla. La réunion est un succès : Rukn al-Daula désigne son fils aîné `Adhud ad-Dawla comme héritier du statut « d'aîné des émirs ». En échange son deuxième fils Fakhr ad-Dawla `Alî reçoit Ray, tandis que Hamadan revient à Mu'ayyid ad-Dawla Bûyah son troisième fils. La succession en Irak ne fait pas partie de la négociation puisque `Adhud ad-Dawla en est l'émir depuis 949.

### La mort
Rukn ad-Dawla meurt le 16 septembre 976 après ses deux frères.
Ses fils se partagent son domaine. Son neveu `Izz ad-Dawla réclame le statut « d'aîné des émirs » qui d'après les négociations d'Ispahan revient à `Adhud ad-Dawla. Cette revendication va créer un fossé entre les deux branches familiales.

### L'héritage
Les campagnes de Rukn ad-Dawla en Iran central se sont faites pratiquement sans le soutien d'`Imâd ad-Dawla. Ainsi Rukn ad-Dawla est-il complètement indépendant. Par la suite pour les Bouyides, les émirs sont soit indépendants du reste de l'empire, soit ils sont « l'émir des émirs » et règnent sur l'empire. L'échec d'`Imâd ad-Dawla d'unifier les états bouyides va être la source des problèmes ultérieurs des Bouyides en les fragilisant.
Ispahan a été la première capitale de Rukn ad-Dawla et est demeurée sa résidence favorite. Ses successeurs vont cependant lui préférer Ray.
Rukn ad-Dawla était chi`ite mais il n'était pas fanatique et reconnaissait l'autorité du calife sur ses monnaies et lors des prières à la mosquée.